# Nicolás Díaz de Benjumea

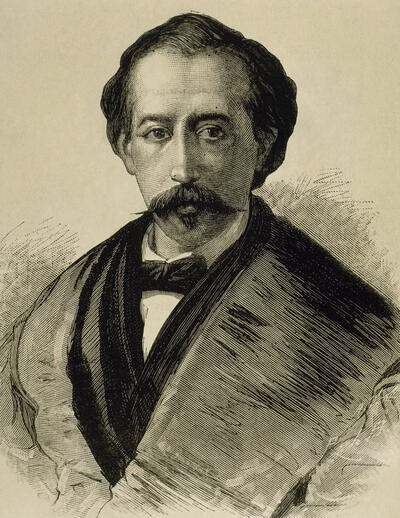
Nicolás Díaz de Benjumea

Nicolás Díaz de Benjumea de Oya, född 9 mars 1820, död 8 mars 1884, var en spansk poet.
Díaz de Benjumea har grundat och delvis redigerat flera spanska tidskrifter, bland annat den högt ansedda Ilustración española y americana, och var vidare skrivit romanen La plegaría del cautivo (1865) och några dikter, men är mest känd för sina kritiska arbeten om Miguel Cervantes och Don Quijote såsom El mansaje de Merlín (1865), La verdad sobre el Quijote (1878), La génesis del Quijote (1883) med flera.